# Sisu Auto
 For alternative betydninger, se SISU.
Sisu Auto er navnet på en finsk producent af lastbiler, kampvogne, traktorer m.v.
- Firmaet blev stiftet 1. april 1931 af Tor Nessling (1901 – 1971). Til at starte med havde man intet navn til de lastbiler man producerede, men navnet Sisu blev fundet i en konkurrence i 1932.

- Allerede i 1938 producerede man en prototype på et pansret militærkøretøj.

- I 1941 fik firmaet en fabrik i Karis.

- I 1943 stiftedes Yhteissisu Oy, der skulle producere køretøjer til forsvaret, i første omgang regnede man med ca 7000 enheder

- I 1948 blev Sisu delt op i Vanajan Autotehdas Oy (VAT) og Oy Suomen Autoteollisuus Ab (SAT), og Yhteissisu overtog tegningerne til den seneste lastbil (Sisu S-21), da SAT indstillede lastbilproduktionen i omkring fem år.

Yhteissisu holdt til i Fleminginkatu i Helsinki, men man byggede en ny fabrik i Hämeenlinna i nærheden af Vanaja. Yhteissisus første prototyper kom frem i 1945, og serieproduktion startede året efter.
På grund af forsinkelser annullerede forsvaret ordren på 7000 køretøjer i 1948.
- VAT producerede både busser og lastbiler samt specialkøretøjer på bestilling. Derudover blev VAT blandt andet kendt for at udvikle den løftbare boogie i 1960'erne.

- I 1961 blev en ny samlehal på 150.000 kvadratmeter åbnet i Karis.

- I 1963 kom Sisu KB-117, den første europæiske masseproducerede lastbil med førerhus der kunne tippes.

- I 1964 byggede man det første off-road køretøj (KB-45).

- I 1968 blev VAT og SAT igen slået sammen under navnet Suomen Autoteollisuus.

- I 1969 begyndte man at bygge terminaltraktorer.

- Voimavaunu Oy (etableret i 1929) blev slået sammen med Suomen Autoteollisuus i 1971.

- I 1976 etablerede Leyland, Saab-Scania og Sisu et samarbejde og delte aktierne 10/10/80 % mellem sig.

- I 1981 skiftede Suomen Autoteollisuus navn til Oy Sisu-Auto Ab.

- I 1985 blev Oy Sisu Auto Ab et fuldt statsejet selskab. Samme år opgav Sisu produktionen af busser.

- Sisu Racing eksisterede en kort årrække, fra 1989 til 1995, hvor fabriksteamet nåede at vinde tre europæiske mesterskaber fra 1991 til 1993.

- 1. maj 1994 blev Valmet Oy indlemmet i Sisu. Valmet beskæftigede sig med transport og især traktorer. Sisus oprindelige forretningsområde udgjorde nu mendre end en femtedel af de samlede aktiviteter, og lastbilsalget udgjorde kun ca 10% af omsætningen i 1994.

Forretningsgrupperne var Sisu Tractors, Sisu Terminal Systems, Sisu Logging, Sisu Trucks, Sisu Defence, Sisu Components og Sisu Factory Automation.
- I Marts 1996 blev Oy Sisu Auto Ab ISO 9001-godkendt og AQAP 110-godgendt (AQAP er en godkendelse til produktion af udstyr til NATO).

- I juni underskrev Sisu og Renault en fælles hensigtserklæring.

- I august overførtes alle aktier i Sisu Defence Oy til staten.

- Den 20. januar 1997 blev der underskrevet en kontrakt mellem Sisu og Renault, og som følge af den solgte Oy Sisu Auto Ab 50% af sine aktier i RS Hansa Auto Oy til Renault V.I. Tilsvarende aftaler om komponent-samarbejde og Sisus eksport-marketing blev også indgået mellem de to firmaer. Hansa Auto Oy er nu marketing og servicevirksomhed for Sisu og Renault lastbiler

- Den 22. januar blev en foreløbig aftale indgået mellem Sisu og Partek. Aktiemajoriteten i Sisu blev overført til Partek i april.

- I 1999 byggedes de første 1000 Sisu-lastbiler med førerhus bygget af Renault.

- I 2000 solgte Renault VI deres 50% af aktierne i Hansa Auto, og Hansa Auto er her efter 100 % ejet af Sisu Auto. Sisu Auto og Renault fortsætter deres samarbejde. Sisu Auto er nu officiel importør af Renault lastbiler i Finland.

- I 2001 indsluses Hansa Auto i Sisu Auto. Sisu-mærket fejrer 70 års jubilæum.

- I 2002 får Sisu sin hidtil største eksportordre; 110 Sisu E 12 6×4 sværvægts sættevognstrækkere til den franske hær. Samme år sælges Partek firmaet KONE. Sisu Auto ejes nu 100% af KONE.

- I 2004 sælger KONE Sisu Auto til Suomen Autoteollisuus Oy, der er ejet af en gruppe investorer. Herved kombineres den finske transportsektor med det operative management i Sisu Auto. KONE har fortsat aktieminoriteten i Suomen Autoteollisuus Oy.

- I 2006 kan Sisu fejre 75 års jubilæum som mærke, selvom ejerforholdene har været noget skiftende i årene.